# Empis fiumana
Empis fiumana är en tvåvingeart som beskrevs av Johann Egger 1860. 
Empis fiumana ingår i släktet Empis och familjen dansflugor. Inga underarter finns listade i Catalogue of Life.